# سیارک ۳۵۱۸
سیارک ۳۵۱۸ (به انگلیسی: 3518 Florena، نامگذاری:1977QC4) سه هزار و پانصد و هجدهمین سیارک کشف شده‌است که در ۱۸ اوت ۱۹۷۷ کشف شد.
قدر مطلق سیارک برابر ۱۲٫۴۰ است.